# 정원 (위)
정원(正元)은 중국 조위의 황제 조모(曹髦)의 첫 번째 연호이다. 254년 10월에서 256년 5월까지 1년 8개월 동안 사용하였다.
같은 시기에 사용된 다른 연호로는 촉한(蜀漢)에서 사용한 연희(延熙 : 238년 ~ 257년), 오(吳)에서 사용한 오봉(五鳳 : 254년 ~ 256년)이 있다.

## 개원
가평(嘉平) 6년 10월 5일(254년 11월 2일)에 연호를 정원(正元)으로 개원함.

## 연대대조표
| 정원                | 원년            | 2년        | 3년        |
| 서력                | 254년           | 255년      | 256년      |
| 육십간지 (六十干支) | 갑술(甲戌)      | 을해(乙亥) | 병자(丙子) |
| 촉한 (蜀漢)         | 연희(延熙) 17년 | 18년       | 19년       |
| 오(吳)              | 오봉(五鳳) 원년 | 2년        | 3년        |

## 삭일(1일)
| 정원 원년 (254년) | 1월             | 2월             | 3월             | 4월             | 5월             | 6월             | 7월             | 8월             | 9월             | 10월            | 11월            | 12월            |                 |
| ----------------- | --------------- | --------------- | --------------- | --------------- | --------------- | --------------- | --------------- | --------------- | --------------- | --------------- | --------------- | --------------- | --------------- |
| 삭일(음력)        | 경신일 (庚申日) | 기축일 (己丑日) | 기미일 (己未日) | 무자일 (戊子日) | 무오일 (戊午日) | 정해일 (丁亥日) | 정사일 (丁巳日) | 정해일 (丁亥日) | 병진일 (丙辰日) | 병술일 (丙戌日) | 을묘일 (乙卯日) | 을유일 (乙酉日) |                 |
| 율리우스력        | 254년 2월 5일   | 3월 6일         | 4월 5일         | 5월 4일         | 6월 3일         | 7월 2일         | 8월 1일         | 8월 31일        | 9월 29일        | 10월 29일       | 11월 27일       | 12월 27일       |                 |
| 정원 2년 (255년)  | 1월             | 윤1월           | 2월             | 3월             | 4월             | 5월             | 6월             | 7월             | 8월             | 9월             | 10월            | 11월            | 12월            |
| 삭일(음력)        | 갑인일 (甲寅日) | 갑신일 (甲申日) | 계축일 (癸丑日) | 계미일 (癸未日) | 임자일 (壬子日) | 임오일 (壬午日) | 신해일 (辛亥日) | 신사일 (辛巳日) | 경술일 (庚戌日) | 경진일 (庚辰日) | 경술일 (庚戌日) | 기묘일 (己卯日) | 기유일 (己酉日) |
| 율리우스력        | 255년 1월 25일  | 2월 24일        | 3월 25일        | 4월 24일        | 5월 23일        | 6월 22일        | 7월 21일        | 8월 20일        | 9월 18일        | 10월 18일       | 11월 17일       | 12월 16일       | 256년 1월 15일  |
| 정원 3년 (256년)  | 1월             | 2월             | 3월             | 4월             | 5월             | 6월             | 7월             | 8월             | 9월             | 10월            | 11월            | 12월            |                 |
| 삭일(음력)        | 무인일 (戊寅日) | 무신일 (戊申日) | 정축일 (丁丑日) | 정미일 (丁未日) | 병자일 (丙子日) | 병오일 (丙午日) | 을해일 (乙亥日) | 을사일 (乙巳日) | 갑술일 (甲戌日) | 갑진일 (甲辰日) | 계유일 (癸酉日) | 계묘일 (癸卯日) |                 |
| 율리우스력        | 256년 2월 13일  | 3월 14일        | 4월 12일        | 5월 12일        | 6월 10일        | 7월 10일        | 8월 8일         | 9월 7일         | 10월 6일        | 11월 5일        | 12월 4일        | 257년 1월 3일   |                 |

## 같이 보기
- 중국의 연호